# 徳力本店
株式会社徳力本店（とくりきほんてん）とは、東京都千代田区に本社を置く、貴金属地金及び加工品の製造・販売を手がける会社である。

## 概要
江戸時代に「徳力」の屋号で両替商を営んでいたのが前身。「徳力」は落語「五貫裁き」にも登場する。1727年（享保12年）に幕府の命令により、金・銀の改鋳事業（下金、屑金吹仲間組合頭）を開始、この年を創業年としている。
1934年12月に株式会社徳力本店に改組し、貴金属のメーカーとして現在に至っている。

## 沿革
- 1727年（享保12年） 創業
- 1900年（明治33年） 質・両替の事業を止め、貴金属・地金の加工・販売事業にシフトする
- 1934年（昭和9年）　個人商店から株式会社へ改組
- 1939年（昭和14年） 墨田区本所に銀の電解精製を専門に行う本所工場を建設
- 1963年（昭和38年） 神奈川県大和市に株式会社徳力化学研究所を設立
- 1966年（昭和41年） 神奈川県大和市に相模工場を建設
- 1979年（昭和54年） 埼玉県南埼玉郡菖蒲町に久喜工場を建設
- 1995年（平成 7年） 本社ビル（神田徳力ビル）が完成
- 1999年（平成11年） 相模工場を徳力化学研究所に統合
- 2000年（平成12年） 大阪営業所を大阪市中央区南船場に移転
- 2016年（平成28年） 株式会社徳力化学研究所を統合合併し、大和工場として生産設備体制を拡大